# 库亚加塔
库亚加塔（Kuakata），又譯库雅加塔，是孟加拉国巴里萨尔专区博杜阿卡利縣的一个小镇，以其全景海滩而闻名。庫亞加塔位於孟加拉國東南部，其海灘長18（11英里）、寬3（1.9英里），從此處望去，孟加拉灣日出與日落的景色皆一覽無餘。

## 地理
庫亞加塔位於博杜阿卡利縣的卡拉帕拉乌帕齐拉，在首都達卡南320（200英里）處，距縣行政中心70（43英里）。

## 人口
根據2011年孟加拉国人口普查，庫亞加塔有2065戶人家，共9077人。

## 圖集

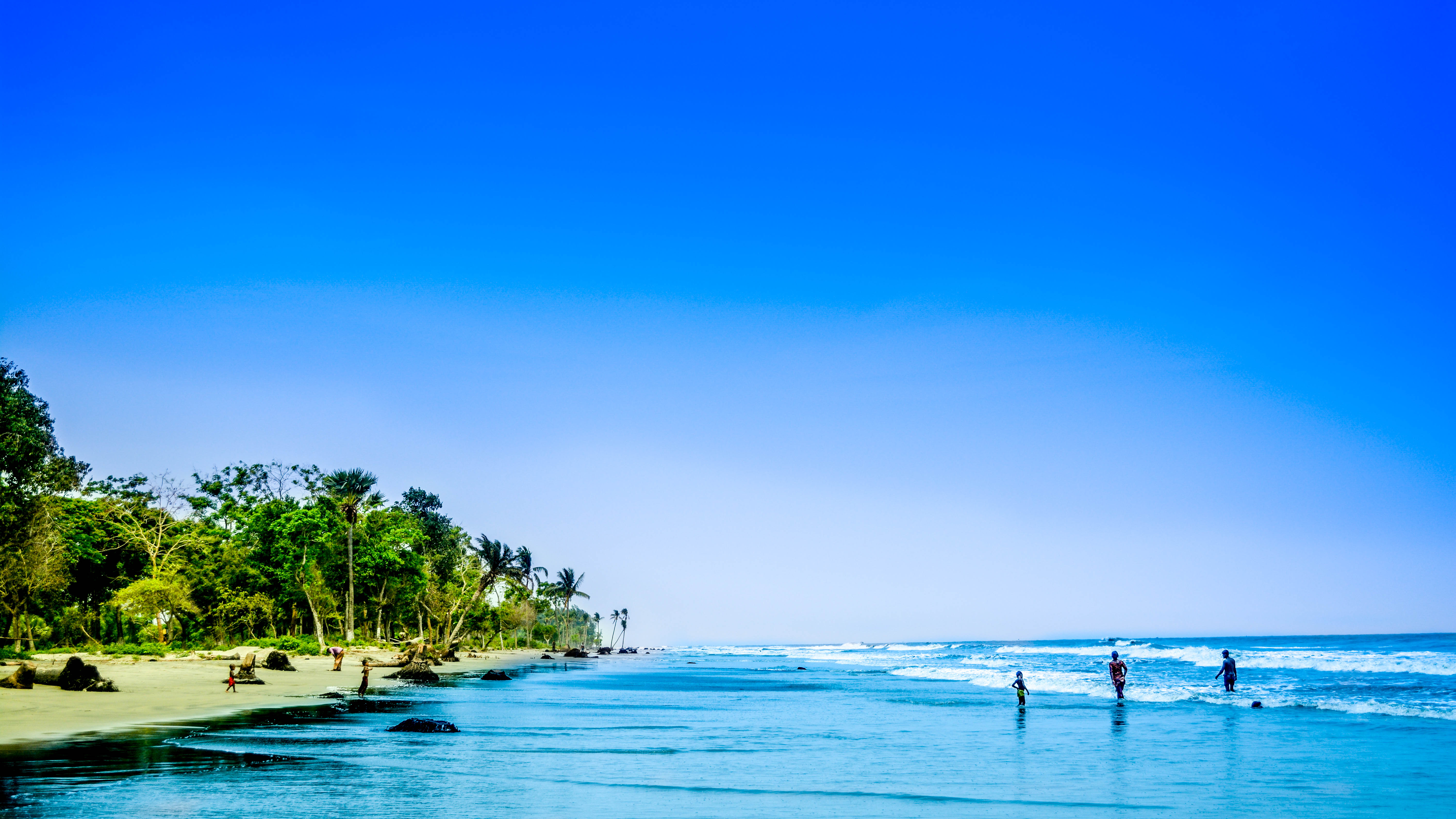
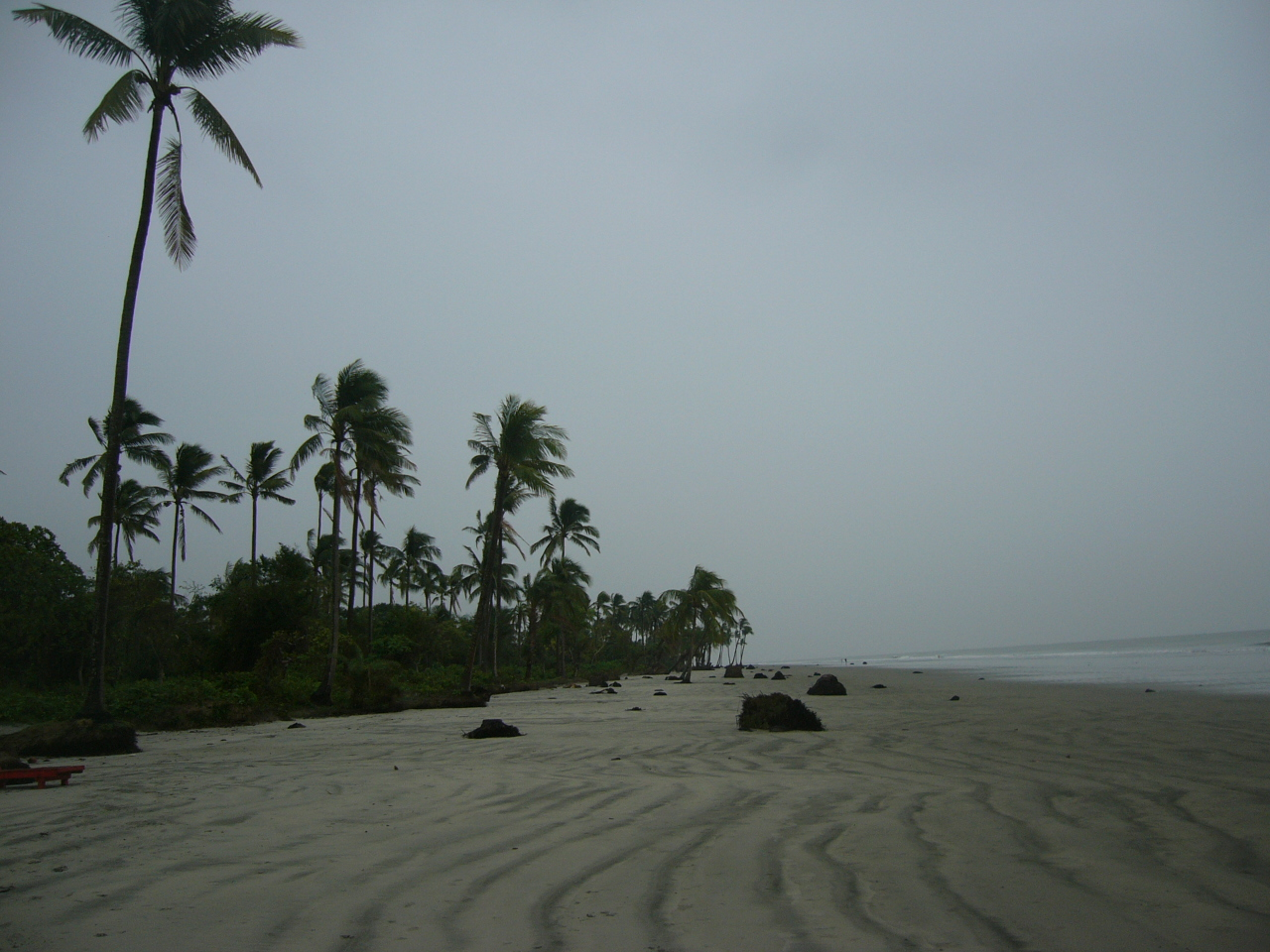
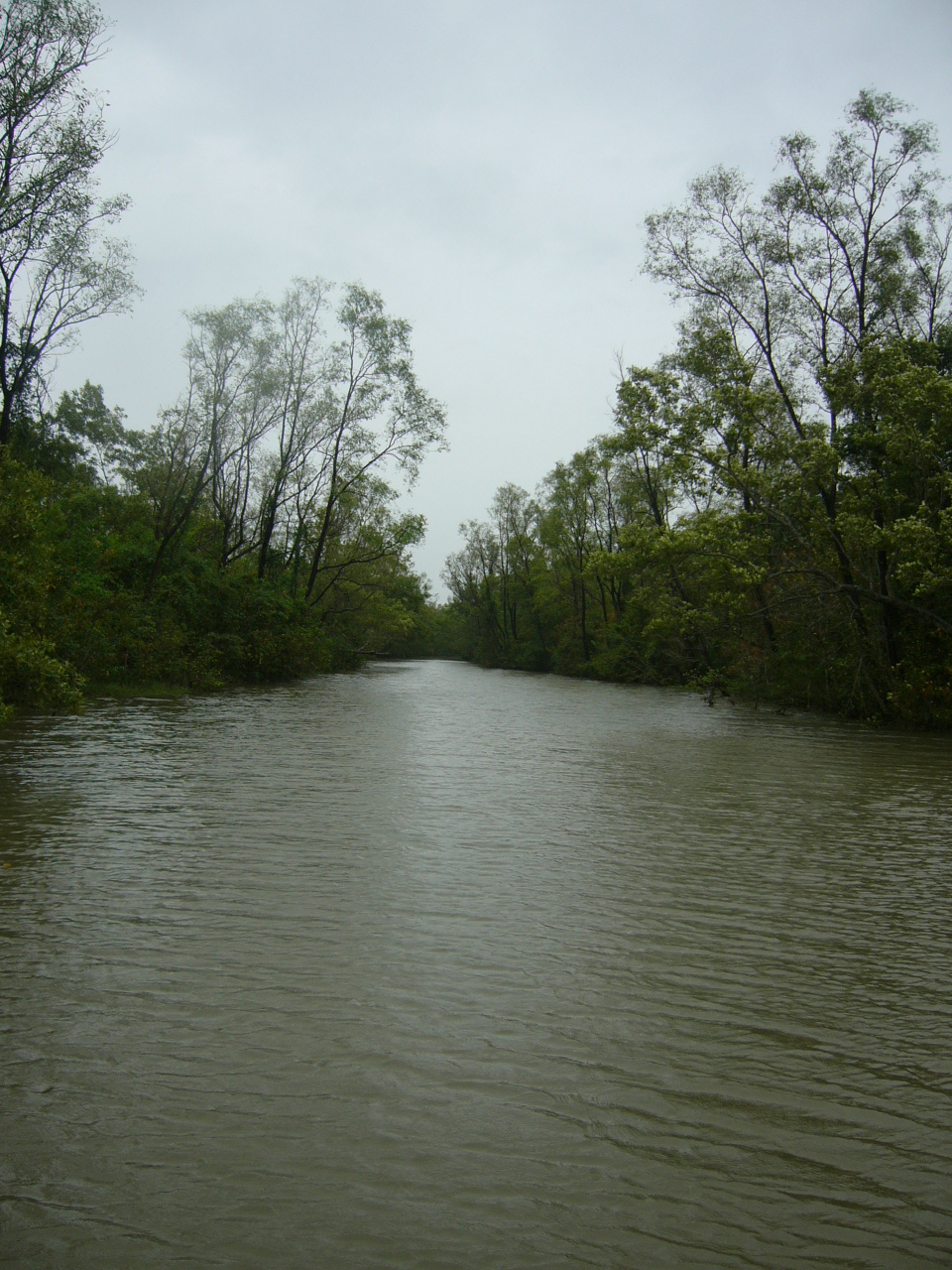
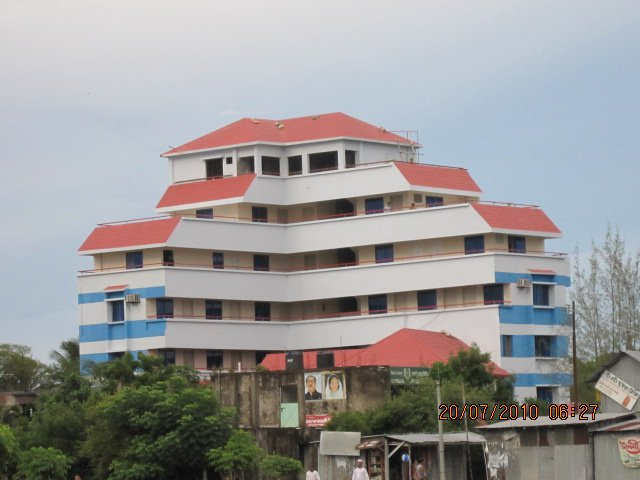
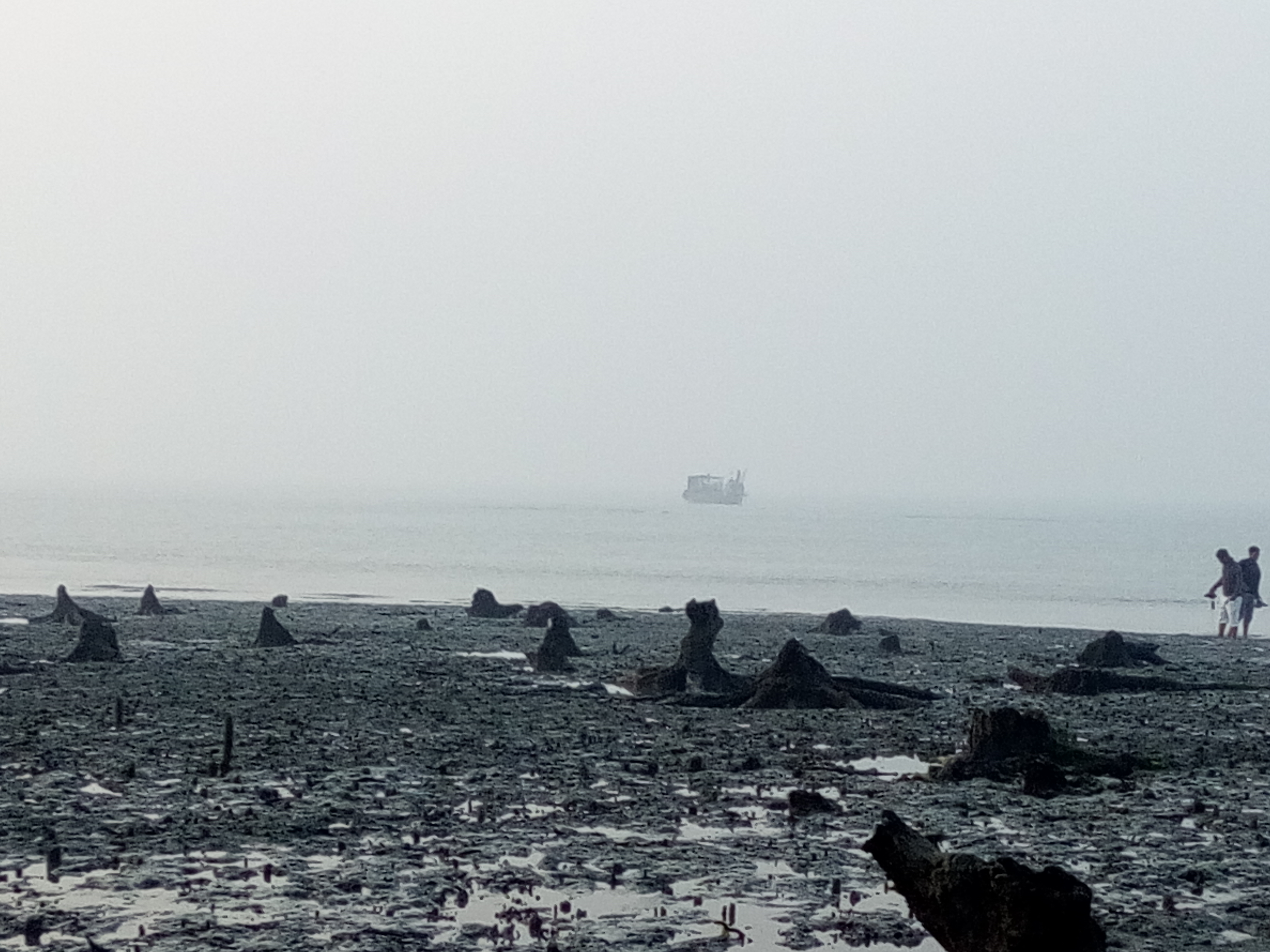